# License to Confuse
License to Confuse ist das erste Album der Band Sharon Stoned aus Detmold in Nordrhein-Westfalen. Es wurde 1994 veröffentlicht. Die Formation um die beiden Musiker Christopher Uhe und Mark Kowarsch war eine Wiederbelebung der Band Speed Niggs, die sich zwei Jahre zuvor aufgelöst hatte.

## Einordnung
Die Veröffentlichung von License to Confuse markiert eine besonders kreative Phase des Musikers Christopher Uhe um 1994. Neben Sharon Stoned spielte er unter anderem in der Band Great Tuna und war Teil des Duos Locust Fudge. Sharon Stoned war eine Wiederbelebung des Trios Speed Niggs, das sich zwei Jahre zuvor aufgelöst hatte. Kritiker haben License To Confuse auch als „das beste Speed Niggs Album, das es je gab“, bezeichnet. Der hitorientierte Opener Superkind steht für eingängigen gitarrenorientierten Indierock, der sich stark an amerikanischen Bands wie Dinosaur Jr. oder den Lemonheads orientiert. Andere Songs sind experimentell, bewusst sparsam instrumentiert und in Hotelzimmern oder Küchen aufgenommen.
Markant sind die zahlreichen Gastmusiker: So warteten Kowarsch und Uhe sechs Stunden vor einem Berliner Hotelzimmer, um dort mit Lou Barlow den Song Some aufzunehmen. Auf Special Plan ist Evan Dando von den Lemonheads zu hören, Mitglieder der Band The Notwist auf One dark Love Poem und To a Friend.

### Trivia
License to Confuse wurde nach einem Song der Band Sebadoh benannt; das Eröffnungsstück des Albums Bakesale. Sebadoh ist eine Band des Ex-Dinosaur Jr. Bassisten Lou Barlow, der auf License To Confuse als Gastmusiker zu hören ist.

## Titelliste
1. Superkind – 4:12
2. Hardcore – 4:44
3. Outdoor Type – 1:59
4. Some – 2:38
5. My Style – 5:09
6. 20 Weeks – 3:53
7. To a Friend – 5:21
8. Special Plan – 3:52
9. One dark Love Poem – 3:02
10. Storm – 3:57
11. Dress up – 4:39
12. Falling and Laughing – 4:33
13. Shrug – 4:02
14. Johanna – 15:07

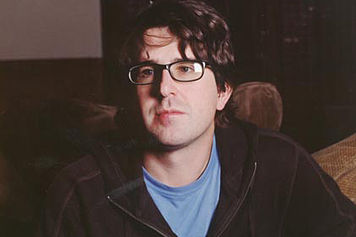
Lou Barlow ist einer der zahlreichen Gastmusiker auf License to Confuse.

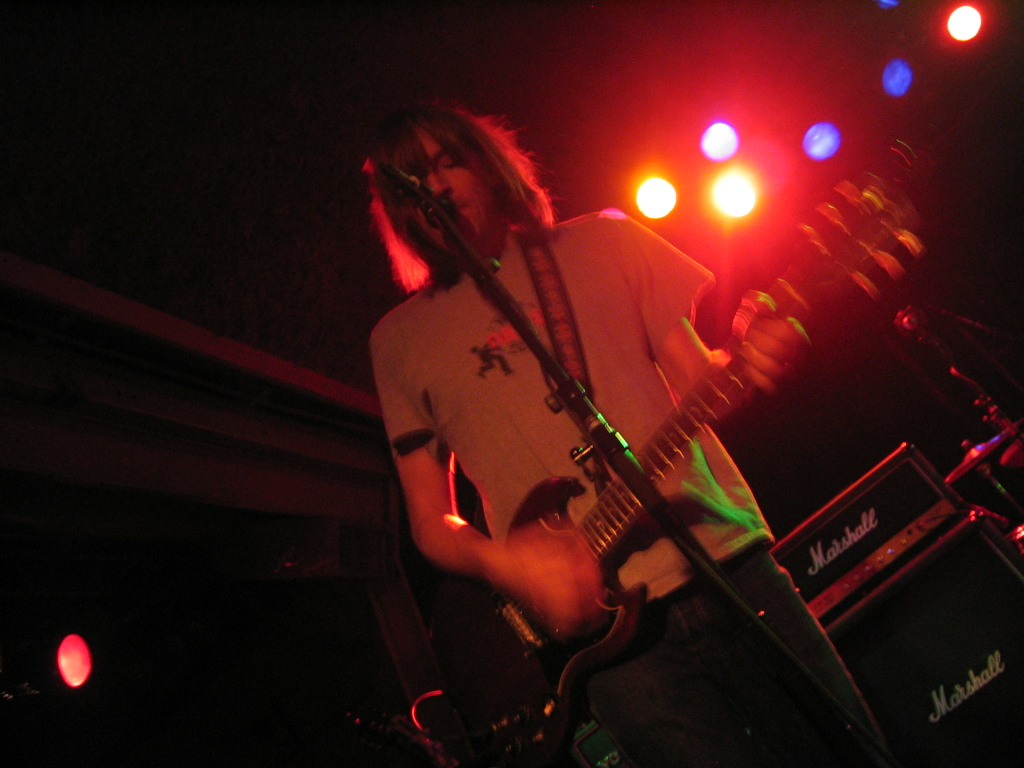
Evan Dando spielte mit Sharon Stoned den Song Special Plan in einem Hamburger Hotelzimmer ein

Alle Songs wurden von Christopher Uhe geschrieben; Ausnahmen: Outdoor Type von Tom Morgan, One dark Love Poem von Markus Acher, Storm von Mark Kowarsch, Falling and Laughing von Schneider.